# Tetrasarus inops
Tetrasarus inops là một loài bọ cánh cứng trong họ Cerambycidae.